# Хуанпу (Гуанчжоу)
Хуанпу́ (кит. упр. 黄埔, пиньинь Huángpǔ) — район городского подчинения города субпровинциального значения Гуанчжоу провинции Гуандун (КНР).

## История
Исторически эти земли входили в состав уезда Паньюй (番禺县). В 1951 году они были переведены под юрисдикцию Гуанчжоу.
В 1953 году был создан район Хуанпу. В 1956 году он был расформирован, а его земли вошли в состав нового Пригородного района (郊区).
Постановлением Госсовета КНР от 28 февраля 1973 года из Пригородного района был вновь выделен район Хуанпу.

## Административное деление
Район делится на 14 уличных комитетов и 1 посёлок.

## Экономика
На острове Чжичэнвэй расположена крупная угольная ТЭС «Хэнъюнь» (Hengyun Power Station), рядом с ней — газово-угольная ТЭС «Хуанпу» (Huangpu Power Station).

## Транспорт

### Железнодорожный
В 2023 году таможенная служба Хуанпу обслужила 444 грузовых поезда Китай — Европа, что примерно на 300 % больше, чем в предыдущем году. Таможня Хуанпу обслуживает город Дунгуань, а также районы Хуанпу и Цзэнчэн в городе Гуанчжоу.

### Водный
В районе расположен крупный речной контейнерный терминал Huangpu New Port.